# Enter the Matrix
Enter the Matrix – komputerowa gra akcji osadzona w świecie trylogii filmowej Matrix, wyprodukowana przez Shiny Entertainment i wydana w 2003 roku przez Atari. Akcja gry rozgrywa się równolegle z filmem Matrix: Reaktywacja. Gracz wciela się w jednego z dwóch pasażerów załogi Logosa, statku-poduszkowca znanego z Matriksa (Kapitan Niobe lub specjalistę od broni – Ghosta). Fabuła gry uzupełnia historię zawartą w filmie. Gra oferuje znany z filmu efekt bullet time, który odgrywa istotną rolę w rozgrywce.